# Rijksstad Hamburg
De rijksstad Hamburg was een vrije rijksstad binnen het Heilige Roomse Rijk. Hamburg noemt zich nog steeds Vrije en Hanzestad Hamburg.

## Van Holsteinse stad tot rijksstad
Oorspronkelijk maakte Hamburg deel uit van het graafschap Holstein maar sinds het midden van de veertiende eeuw gedroeg Hamburg zich als een vrije stad, hoewel het die status niet had. De stad betaalde geen belasting aan de graaf maar weigerde ook rijksbelasting met als argument dat Hamburg geen rijksstad was, maar een Holsteinse stad. Toen de Rijksdag van Augsburg in 1510 de stad rijksvrij verklaarde, voerde de stad een proces om dit besluit te annuleren.
In 1529 werd de reformatie ingevoerd. Door de secularisatie van geestelijke bezittingen kwamen de dorpen Eimsbüttel, Harvestehude, Eppendorf, Winterhude, Groß-Borstel, Ohlsdorf en delen van St. Pauli in het bezit van de stad.
Na 1550 streefde de stad Lübeck voorbij en werd zij de grootste handelsplaats van Noord-Europa. In deze tijd wilde de koning van Denemarken, die als hertog van Holstein de landsheer van Hamburg was, meer macht over de stad uitoefenen. Enkele tientallen jaren strijd waren het gevolg. In 1643 erkende Hamburg zijn onderdanigheid en deed afstand van zijn jurisdictie over de Elbe. Onder deze omstandigheden wilde de stad wel rijksvrij worden en in 1618 deed het Rijkskamergerecht uitspraak ten gunste van Hamburg. Omdat de Deense koning de uitspraak aanvocht, kon Hamburg zijn zetel in de Rijksdag en de Nedersaksische Kreits niet innemen. Ook stichtte de koning van Denemarken op zijn eigen gebied de handelsstad Altona om Hamburg te beconcurreren. In 1686 probeerde Denemarken met geweld de stad in handen te krijgen, maar het Beleg van Hamburg mislukte doordat Brunswijk-Lüneburg en Brandenburg de stad te hulp schoten.
Pas in het verdrag van Gottorf 27 mei 1768 tussen Denemarken en Hamburg kwam er een eind aan de onduidelijkheid rond de status van Hamburg. Het was nu een keizerlijke vrije rijksstad en de stad kon zijn zetels innemen op de Rijksdag en de Kreitsdag. Ook verwierf de stad de eilanden in de Elbe, waar een eeuw later de nieuwe havens zouden worden aangelegd.
In de Reichsdeputationshauptschluss van 25 februari 1803 werd in paragraaf 27 geregeld dat Hamburg als een van de weinige (zes) rijkssteden zelfstandig bleef. Alle bezittingen en rechten die het domkapittel nog binnen zijn gebied had, vielen aan de stad. Ook werd de neutraliteit van de rijkssteden gegarandeerd. Als echter drie maanden later Franse troepen het neutrale Hamburgse ambt Ritzebüttel bezetten, greep geen enkele van de ondertekenende staten in.

## Vrije en Hanzestad
Als keizer Frans II op 6 augustus 1806 de kroon neerlegde, kwam er aan het Heilige Roomse Rijk een einde. Hamburg werd daardoor een soevereine staat onder de titel Vrije Hanzestad.
Aan deze zelfstandigheid kwam al in 1810 een eind, doordat de stad werd ingelijfd bij het keizerrijk Frankrijk. Wanneer op 30 mei 1814 de Franse troepen de stad verlieten, namen de bestuurders van het oude bewind de regering in handen. Het congres van Wenen in 1815 bevestigde de zelfstandigheid van de stad binnen de Duitse Bond. Sinds 1819 noemt de stad zich Vrije en Hanzestad.
In 1867 werd de stad lid van de onder Pruisische leiding staande Noord-Duitse Bond, waardoor op 31 maart 1868 een eind kwam aan de soevereiniteit. De Hamburgse consulaten werden gesloten en er varen niet langer schepen onder de vlag van Hamburg.